# Polopos
Polopos – gmina w Hiszpanii, w prowincji Grenada, w Andaluzji, o powierzchni 26,58 km². W 2011 roku gmina liczyła 1966 mieszkańców.
W grudniu 1988 r. Polopos było ostatnim hiszpańskim miastem, które zastąpiło ręczne centrum Telefónica automatyczną wymianą, co doprowadziło do całkowitej automatyzacji usług telefonicznych w Hiszpanii.